# Vaccinium membranaceum
Vaccinium membranaceum là một loài thuộc chi Việt quất. Loài này còn được gọi với cái tên thông dụng như việt quất lá mỏng, việt quất núi, việt quất cành vuông và việt quất đen.

## Phân bổ
Vaccinium membranaceum có nguồn gốc từ phía tây của Bắc Mỹ, trải dài từ miền nam Alaska, Yukon, vùng lãnh thổ Tây Bắc đến bang Utah và những ngọn núi ở bắc California. Nó cũng được tìm thấy ở các đảo trên Thái Bình Dương, dãy núi Rocky và khu đồi Black Hills. Quần thể riêng biệt của loài này được tìm thấy ở Arizona, North Dakota, Minnesota, bán đảo Thượng Michigan và Ontario.
V. Membranaceum phát triểu trong môi trường khí hậu núi cao và phụ núi cao. Nó thường mọc trong rừng thông và những loài thuộc chi vân sam hoặc hệ sinh thái đồng cỏ. Lá và thân của loài này có thể kháng lửa ở cường độ thấp, và nếu bị cháy rụi, chúng sẽ sinh trưởng mạnh mẽ từ phần gốc còn lại bên dưới.

## Mô tả
V. Membranaceum là loài cây bụi, rụng lá theo mùa, có thể đạt tới chiều cao 1,5 mét. Cành non có màu vàng xanh, có góc cạnh. Phiến lá mỏng, hình bầu dục, có răng cưa, dài tới 5 cm. Mỗi hoa dài khoảng 6 mm, có màu hồng nhạt, được thụ phấn bởi ong. Quả chính có màu tím sậm, gần như đen hoàn toàn. Mỗi quả trung bình có khoảng 47 hạt nhỏ.
V. Membranaceum sinh sản theo hình thức sinh sản sinh dưỡng (là sự tạo thành một cơ thể mới từ một phần nào đó của cơ thể cây mẹ) từ thân hoặc rễ của nó. Loài này hiếm khi mọc từ hạt, các hạt giống nếu nảy mầm sẽ được phân tán bởi các loài động vật.

## Sử dụng
V. Membranaceum là loài được thu hái nhiều nhất trong các loại việt quất đen (huckleberry) hoang dã, có giá trị thương mại rất lớn. Người Alaska bản địa dùng chúng với bánh mì và các loại bánh ngọt để bổ sung nguồn vitamin C. Người Coeur d'Alene ăn chúng như hoa quả tươi, hoặc sấy khô, nghiền nát, nấu chín với súp, đóng lon hoặc trữ lạnh để dành. Các loài động vật cũng rất thích loại quả này, đặc biệt là loài gấu và nai.